# Fair Game
Fair Game (prt: Presa Fácil; bra: Atração Explosiva) é um filme estadunidense de 1995, dos gêneros ação, suspense e aventura, dirigido por Andrew Sipes, com roteiro de Charlie Fletcher baseado no romance homônimo de Paula Gosling.
Esse romance já havia sido adaptado para o cinema em 1986, com o título Cobra.
Fair Game tem no elenco Cindy Crawford, como a advogada de direito de família Kate McQuean, e William Baldwin, como Max Kirkpatrick, policial da Flórida. Kirkpatrick acaba fugindo para proteger McQuean quando é alvo de assassinato por ex-membros da KGB com interesses em um navio de propriedade de um homem cubano que pode perdê-lo em um caso de divórcio perseguido por McQuean.

## Sinopse
A advogada Kate McQuean pleiteia a posse de um barco para cobrir pensão não paga num caso de divórcio. O barco, porém, é usado por criminosos. Depois de sofrer um atentado, Kate passa a contar com a proteção do policial Max Kilpatric.

## Elenco
- William Baldwin - Max Kirkpatrick, um detetive da polícia de Miami
- Cindy Crawford - Kate McQueen, uma advogada de direito civil que se torna um alvo para assassinato
- Steven Berkoff - Coronel Ilya Kazak, um ex-agente desonesto da KGB agora lidera um grupo de terroristas
- Christopher McDonald - Tenente Meyerson, chefe de Max
- Miguel Sandoval - Emilio Juantorena, o proprietário do cargueiro onde está localizada a base de operações do Kazak
- Johann Carlo - Jodi Kirkpatrick, primo de Max que é um especialista forense
- Salma Hayek - Rita, ex-namorada de Max
- John Bedford Lloyd - Detetive Louis Aragon, parceiro de Max
- Jenette Goldstein - Rosa, brutal capanga de Kazak
- Olek Krupa - Zhukov, capanga de Kazak
- Gustav Vintas como Stefan, um dos capangas de Kazak
- Marc Macaulay como Navigator, um dos capangas de Kazak
- Dan Hedaya - Walter Hollenbach (sem créditos), o advogado de Juantorena

## Recepção

### Bilheteria
Fair Game é considerado um fracasso de bilheteria, arrecadando apenas US$ 11,5 milhões, bem abaixo do orçamento, de US$ 50 milhões.